# وصف الأعراق البشرية النقدي
وصف الأعراق البشرية النقدي منهج قائم على النظرية النقدية في وصف الأعراق البشرية. وهو يركز على القيم الضمنية المعبر عنها في دراسات وصف الأعراق البشرية ، وبالتالي على التحيزات غير المعترف بها التي قد تنجم عن هذه القيم الضمنية. وقد أطلق عليها اسم: النظرية النقدية في الممارسة العملية. وبروح النظرية النقدية، يسعى هذا النهج إلى تحديد الآليات الرمزية، واستخلاص الأيديولوجيا من الفعل، وفهم إدراك وسلوك الأشخاص الخاضعين للبحث ضمن الأطر التاريخية والثقافية والاجتماعية.
تتضمن وصف الأعراق البشرية النقدي تحقيقًا انعكاسيًا في منهجيتها، والباحثون الذين يستخدمون هذا النهج يضعون أنفسهم على أنهم مرتبطون ارتباطًا جوهريًا بالذين تمت دراستهم، وبالتالي لا يمكن فصلهم عن سياقهم. بالإضافة إلى التحدث نيابةً عن الموضوعات، سيحاول واصفوا الأعراق البشرية النقديون أيضًا التعرف على وجهة نظرهم الخاصة والتعبير عنها كوسيلة للإعتراف بالتحيزات التي تؤثر على عملهم وقيودهم وتاريخهم ووجهات نظرهم المؤسسية. علاوةً على ذلك، فإن وصف الأعراق البشرية النقدي: هي بطبيعتها سياسية وتربوية في منهجها. ولا توجد محاولة لأن تكون منفصلاً تمامًا وموضوعيًا علميًا في التقارير والتحليلات، وعلى النقيض من وصف الأعراق البشرية التقليدي التي تصف ما هو كائن، تتساءل وصف الأعراق البشرية النقدي أيضًا عما يمكن أن يكون من أجل تعطيل علاقات القوة الضمنية وعدم المساواة الاجتماعية المتصورة.

## تاريخ:
تنبع وصف الأعراق البشرية النقدي من كل من علم الإنسان ومدرسة شيكاغو لعلم الاجتماع. في أعقاب حركات الحقوق المدنية في الستينيات والسبعينيات، أصبح بعض واصفوا الأعراق البشرية أكثر نشاطًا سياسيًا وقاموا بالتجربة بطرق مختلفة لدمج المشاريع السياسية التحررية في أبحاثهم. على سبيل المثال: اختار بعض واصفوا الأعراق البشرية ذوي الأجندات السياسية للتغيير، إجراء العمل الميداني في بيئات غير تقليدية مثل: أماكن العمل الحديثة التي لم تكن تعتبر بالضرورة غريبة، كما فعل علماء الأنثروبولوجيا السابقون عادة. حاول واصفوا الأعراق البشرية آخرون عن عمد إجراء أبحاث حول ما يسمى: بالمجموعات المنحرفة أو المكبوتة، من خارج نموذج المواقع الثقافية المهيمنة لتوفير سبل جديدة للمعارضة والحوار حول التحول المجتمعي.

## احترام وصف الأعراق البشرية النقدي
يقترح أبليتون "الاحترام الإثنوغرافي النقدي" كوسيلة للحديث عن كيفية التعامل مع بياناتنا ومحادثاتنا الواصفة للأعراق البشرية - مع احترام روايات المحاورين، دون التخلي عن التحليل النقدي للمساحات والمادية التي تظهر منها هذه الروايات، يعتمد هذا المفهوم على مصطلح "الاحترام النقدي" كما عبرت عنه روزاليند سي جيل ويبني عليه، والذي يتضمن بالتأكيد الاستماع بانتباه ومحترم، لكنه لا يتنازل عن الحق في السؤال أو الاستجواب. والاستماع المحترم هو بداية عمل الباحثين النسويين، عندما نضع السياق جنبًا إلى جنب مع روايات حياة النساء وتجاربهن، يكتب أبليتون: "إن الاستماع باحترام ومن ثم خلق مساحة لسماع تلك الروايات جنبًا إلى جنب مع التحليل البنيوي الدقيق، هو العمل الذي يتم إنجازه من خلال الاحترام الإثنوغرافي النقدي".

## مساهمين بارزين في وصف الأعراق البشرية النقدي:[8]
- فيل كارسبيكن.
- د.سويني ماديسون.
- جيفري ولفورد.
- علم الاجتماع.
- مدرسة شيكاغو (علم الاجتماع).
- علم الإنسان.
- المنهجية العرقية.
- البحث النوعى.